# Mihaly Meszaros
Mihaly „Michu” Meszaros, właśc. Mihály Mészáros (ur. 1 października 1939 w Budapeszcie, zm. 13 czerwca 2016 w Los Angeles) – węgierski aktor i artysta cyrkowy, najbardziej znany z tytułowej roli w amerykańskim serialu Alf (1986–1990). Występował on w kostiumie bohatera w scenach, w których widoczna była cała sylwetka postaci. Meszaros znany był także jako „najmniejszy człowiek na świecie” (miał 84 cm wzrostu).
Artysta zmarł w Los Angeles w wieku 76 lat. Ponad tydzień przed śmiercią, po tym, jak w domu znaleziono Meszarosa nieprzytomnego, przetransportowano go do szpitala. Aż do śmierci pozostawał on w śpiączce.

## Filmografia
- 1986–90: Alf jako Alf (animacja postaci)
- 1988: Gabinet figur woskowych jako Hans
- 1988: Pee-wee Herman w cyrku jako Andy
- 1993: Czarnoksiężnik 2 jako Augusto
- 1993: Wszystko tylko nie buty jako George Ramirez
- 2015: Death to Cupid jako pan Leprechaun